# Which Was the Son of…
Which Was the Son of… est une œuvre pour chœur mixte a cappella écrite par Arvo Pärt, compositeur estonien associé au mouvement de musique minimaliste.

## Historique
Composée en 2000, cette œuvre est une commande de la ville de Reykjavik, élue Capitale européenne de la culture en 2000. Elle est dédiée à Thorgerdur Ingólfsdóttir.

## Discographie
- Sur le disque Baltic Voices 1 par le Chœur de chambre philharmonique estonien dirigé par Paul Hillier chez Harmonia Mundi, 2002.
- Sur le disque Triodion par le chœur Polyphony dirigé par Stephen Layton chez Hyperion, 2003.